# ニラジュ・カヤル
ニラジュ・カヤル (ヒンディー語: नीरज कयाल) は、インドの計算機科学者。
マニンドラ・アグラワル、ナイティン・サクセナと共にAKS素数判定法を提案し、2006年にゲーデル賞を受賞した。

## 生涯
カヤルはインドのグワーハーティーで生まれ育った。
1996年には、インドの全国才能発掘奨学金(National Talent Search Scholarship)とジャガルディッシュ・ボース全国科学才能調査(en:Jagadis Bose National Science Talent Search)奨学金を与えられた。
また、1997年には、インド全国数学オリンピック(en:Indian National Mathematics Olympiad)の出場者に選ばれた。
2002年にはインド工科大学カーンプル校(en:Indian Institute of Technology Kanpur)の計算機科学科を卒業し、工学学士を取得した。
この年、彼はマニンドラ・アグラワルとナイティン・サクセナ(en:Nitin Saxena)と共にAKS素数判定法を提案し、ニューヨーク・タイムズで記事になるなど世界の注目を集めた。
この研究は、卒業研究の一部として提出されたものであった。
このような計算複雑性理論での業績により、インド工科大学カーンプル校の優秀卒業生賞を与えられ、マグラワルやサクセナと共にゲーデル賞を受賞した。また、アッサム数学学院(Assam Academy of Mathematics)で毎年与えられるサブラタナンダ・ドウェラ博士賞金賞(Dr.Subratananda Dowerah Gold Medal)を二度受賞した。 
その後、彼はインド工科大学カーンプル校の計算機科学・工学科から理論計算機科学の分野でPh.D.を与えられ、ラトガース大学で博士研究員となったのち、
現在はインドのマイクロソフトリサーチで研究者として働いている。
2008年3月9日、ドイツ銀行で働いていたニディ・グプタと結婚した。